# مسجد آغا باشا
مسجد آغا باشا (باليونانية: Τζαμί Αγά Πασά)‏، من (بالتركية: Ağa Paşa Camii)‏، المعروف أيضًا باسم مبنى البرلمان (باليونانية: Βουλευτικό)‏: هو مسجد عثماني تاريخي في بلدة نافبليو، بيلوبونيز، في جنوب اليونان. تم بناؤه في 1730، خلال الفترة الثانية من الحكم العثماني في المدينة، وكان بمثابة أول مبنى برلماني للجمهورية اليونانية الأولى، ومن هنا اسمه الشائع. اليوم، لم يعد مفتوحًا للعبادة، بل أصبح يضم فعاليات ثقافية.

## البنيان
ينتمي المبنى إلى الطراز المعماري للمساجد المرتفعة المكونة من طابقين. يوجد في الجزء العلوي من الأثر قاعة صلاة مستطيلة تعلوها قبة مهيبة. يتم الوصول من الشارع عبر درج يؤدي إلى الواجهة الرئيسية، حيث يحيط بالمدخل شرفتان مقرنصتان. كان الرواق ذو القباب الثلاثة يعلو في الأصل الفناء الأمامي الحالي، الذي دمره زلزال 1910 يتكون ساكف أحد أبواب المسجد الأصلية من عمود من موقع موكناي الأثري. يتكون البناء من الحجر الجيري المقطوع والمتساوي، ومن المحتمل أنه قادم من دير كاراكالا الواقع على بعد حوالي عشرة كيلومترات شمال شرق نافبليو. داخل قاعة الصلاة، تم اكتشاف المحراب ذو الزخارف الملونة المتعددة في 1990، وتم تسليط الضوء عليه خلال حملات ترميم المسجد بين عامي 1994 و1999.

## أنظر أيضا
- الإسلام في اليونان
- قائمة المساجد السابقة في اليونان
- قائمة مساجد اليونان
- اليونان العثمانية